# Волчек Галина Борисівна
Гали́на Борисівна (при народженні Берівна) Во́лчек (рос. Галина Борисовна Волчек; 19 грудня 1933—26 грудня 2019, Москва) — радянська і російська театральна режисерка, акторка театру і кіно, театральна освітянка, громадський діяч. Лауреатка Державної премії СРСР (1967). Народна артистка СРСР (1989). Художня керівниця Московського театру «Современник» (1989—2019). Повний кавалер ордена «За заслуги перед Вітчизною». Герой праці РФ (2017). Лауреатка ряду мистецьких премій. Академік Російської академії кінематографічних мистецтв «Ніка».

## Життєпис
Народилася у 1933 році в Москві в кінематографістській сім'ї. Батько — Борис Ізраїльович Волчек (1905—1974), кінорежисер, сценарист і оператор, педагог, професор, лауреат трьох Сталінських премій, Державної премії СРСР, Заслужений діяч мистецтв РРФСР (1958). Мати — Віра Ісаківна Майміна (1908—1989), сценаристка, випускниця сценарного факультету ВДІКу.
У 1955 році закінчила Школу-студію імені В. І. Немировича-Данченка при МХАТ СРСР ім. М. Горького (курс О. М. Карєва).
У 1956 році разом з О. М. Єфремовим та іншими молодими випускниками Школи-студії — Л. М. Толмачовою, Є. О. Євстигнєєвим, І. В. Квашею та О. П. Табаковим, — організувала Студію молодих акторів, яка згодом отримала назву Театр-студія «Современник».
Перша режисерська робота в театрі — «Двоє на гойдалках» У. Гібсона (1962).
Лауреатка Державної премії СРСР (1967) — за виставу «Звичайна історія» Розова за І. О. Гончаровим (1966).
З 1972 року — головна режисерка Московського театру «Современник», з 1989 року — його художня керівниця.
Неодноразово запрошувалася на постановки в театри Німеччини, Фінляндії, Ірландії, США, Угорщини, Польщі та інших країн.
Лауреатка Міжнародної премії К. С. Станіславського (2002), Премії ім. Георгія Товстоногова «за видатний внесок у розвиток театрального мистецтва» (2006), Премій «Зірка театрала» (2011) і «Золота маска» — за видатний внесок у розвиток театрального мистецтва (2013).
Яскрава комедійна і характерна акторка. Виконала біля 30 ролей у телевиставах і фільмах (зокрема, таких режисерів, як Г. Козінцев, Г. Данелія, Е. Рязанов, О. Єфремов, М. Пташук, Л. Пчолкін, Л. Нечаєв, С. Юткевич). Дебютувала в кінематографі у 1957 році роллю Маріторнес в картині «Дон Кіхот». Знялася в українському телефільмі «Хвилі Чорного моря» (1975, реж. Артур Войтецький, Олег Гойда).
Обрана депутаткою Державної Думи Федеральних Зборів РФ другого скликання, була членкинею Комітету з питань культури (до 1999 року).
В останні роки страждала на хронічний бронхіт. 23 грудня Галині Волчек стало погано, їй діагностували бронхіт, її шпиталізували непритомну. Померла в лікарні 26 грудня у віці 86 років.
Похорони відбулися 29 грудня на Новодівичому кладовищі.

### Родина
- Перший чоловік (1955—1964) — Євстигнєєв Євген Олександрович (1926—1992), актор театру і кіно, Народний артист СРСР (1983).
  - Син — Євстигнєєв Денис Євгенович (нар. 1961), кінорежисер.
- Другий чоловік (1966—1976) — Абелев Марк Юрійович (нар. 1935) — радянський і російський учений, доктор технічних наук (1977), професор. Лауреат Державної премії СРСР, Заслужений будівельник Російської Федерації.

## Театр
(рос.)

### Акторські роботи
- 1953 — «Грішний ангел»
- 1956 — «Вічно живі» В. С. Розова — Нюрка-хліборізка
- 1957 — «В пошуках радості» В. С. Розова — Клавдія Василівна
- 1959 — «Два кольори» А. Г. Зака і І. К. Кузнєцова — Ніна
- 1959 — «П'ять вечорів» А. М. Володіна — Зоя
- 1959 — «Зламувачі тиші» О. А. Скачкова — Мати
- 1960 — «Голий король» Е. Л. Шварца — Перша Фрейліна
- 1960 — «Третє бажання» В. Блажека — Мати
- 1961 — «За московським часом» Л. Г. Зоріна — Кістякова
- 1962 — «Старша сестра» О. М. Володіна — Акторка
- 1962 — «П'ята колона» Гемінгвея — Петра
- 1963 — «Призначення» О. М. Володіна — Мати
- 1963 — «Без хреста!» по В. Ф. Тендрякову — Грачиха
- 1965 — «Завжди у продажу» В. П. Аксьонова — Продавчиня, Гол. Інтелігент
- 1967 — «Балада про невеселий кабачок» Е. Олбі — Міс Амелія Івенс
- 1967 — «Народовольці» А. П. Свободіна — Торгашка
- 1967 — «Традиційний збір» В. С. Розова — Ліда Бєлова
- 1972 — «З коханими не розлучайтесь» А. М. Володіна — Мати Лариси
- 1972 — «Із записок Лопатіна» К. М. Симонова — Акторка
- 1983 — «Ревізор» Н. В. Гоголя — Анна Андріївна
- 1984 — «Хто боїться Вірджинії Вулф» Е. Олбі — Марта

### Режисура
- 1962 — «Двоє на гойдалці» У. Гібсона
- 1964 — «В день весілля» В. С. Розова (сумісно з О. Н. Єфремовим)
- 1966 — «Звичайна історія» за І. А. Гончаровим, інсценування В. С. Розова
- 1967 — «Більшовики» М. Ф. Шатрова (з О. Н. Єфремовим)
- 1968 — «На дні» М. Горького
- 1969 — «Принцеса і лісоруб» М. І. Мікаелян (з О. І. Далем)
- 1971 — «Свій острів» Р. Каугвера
- 1973 — «Сходження на Фудзіяму» Ч. Т. Айтматова, К. М. Мухамеджанова
- 1973 — «Погода на завтра» М. Ф. Шатрова (з І. Л. Райхельгаузом, В. В. Фокіним)
- 1975 — «Ешелон» М. М. Рощіна
- 1976 — «Вишневий сад» А. П. Чехова
- 1977 — «Зворотній зв'язок» А. І. Гельмана
- 1978 — «НЛО» В. Ю. Малягіна
- 1980 — «Спішіть робити добро» М. М. Рощіна
- 1981 — «Пошук-891» Ю. С. Семенова (з В. В. Фокіним, М. Я. Алі-Хусейном)
- 1982 — «Три сестри» А. П. Чехова
- 1983 — «„Современник“ розповідає про себе» (з Г. М. Соколовою)
- 1984 — «Ризик» В. П. Гуркіна за романом «Територія» О. М. Куваєва (з В. В. Фокіним)
- 1986 — «Близнюк» М. М. Рощіна
- 1988 — «Плаха» за Ч. Т. Айтматовим
- 1989 — «Зірки на ранковому небі» А. М. Галіна
- 1989 — «Крутий маршрут» за Е. С. Гінзбург, інсценування А. Гетмана
- 1990 — «Мурлін Мурло» Н. В. Коляди
- 1991 — «Анфіса» Л. Н. Андрєєва
- 1992 — «Складні люди» Й. Бар-Йосефа
- 1992 — «Смерть і Діва» А. Дорфмана
- 1993 — «Титул» А. М. Галіна
- 1994 — «Пігмаліон» Б. Шоу
- 1996 — «Ми їдем, їдем, їдем…» Н. В. Коляди
- 1997 — «Вишневий сад» А. П. Чехова
- 1999 — «Три товариші» за Е. М. Ремарком, інсценування А. Гетмана
- 2001 — «Три сестри» А. П. Чехова
- 2003 — «Анфіса» Л. Н. Андрєєва (відновлення)
- 2007 — «Заєць. Love story» Н. В. Коляди
- 2008 — «Три сестри» А. П. Чехова
- 2009 — «Мурлін Мурло» Н. В. Коляди
- 2013 — «Гра в джин» Д. Л. Кобурна
- 2018 — «Двоє на гойдалці» У. Гібсона

## Фільмографія

### Акторські роботи
- «Дон Кіхот» (1957, Маріторнес)
- «Васісуалій Лоханкін» (1958, Варвара)
- «Йшли солдати...» (1958, медсестра в ресторані)
- «Будується міст» (1965, Римма Синайська)
- «Бережись автомобіля» (1966, покупчиня магнітофона по блату у Сєміцвєтова)
- «Перший кур'єр» (1968, тітка Нюся)
- «Свій» (1969, Зоя Іванівна Мамонова)
- «Король Лір» (1971, Реґана)
- «Моя доля» (1984, Ольга Нефедова, керівниця групи анархістів-бойовиків)
- «Домбі і син» (1974, фільм-спектакль; Ск'ютон)
- «Маяковський сміється» (1975, мадам Ренесанс)
- «Хвилі Чорного моря». Частина перша. «Біліє парус одинокий» (1975, т/ф; мадам Стороженко; кіностудія ім. О. Довженка)
- «Русалонька» (1976, вихователька дівчини)
- «Просто Саша» (1976, Ніна Петрівна, мати Олени Михайлової)
- «Вічно живі» (1976, фільм-спектакль; Нюра)
- «Про Червону Шапочку» (1977, Вовчиця)
- «Осінній марафон» (1979, Варвара Микитівна, колега Бузикіна)
- «Державний кордон. Східний кордон» (1982, епізод)
- «Чорний замок Ольшанський» (1983, епізод)
- «Унікум» (1983, Емма Федорівна)
- «Тев'є-молочник» (1985, фільм-спектакль; Голда, дружина Тев'є)
- «Хто боїться Вірджинії Вульф?» (1992, фільм-спектакль; Марта)
- «Російський проект» («Час збирати каміння») (1995, медсестра)
- «Двадцять хвилин з ангелом» (1996, фільм-спектакль)
- «Таємнича пристрасть» (2015, режисер)

### Режисерські роботи
- 1970 — «Звичайна історія» (фільм-спектакль)
- 1971 — «Свій острів» (фільм-спектакль)
- 1972 — На дні (фільм-спектакль)
- 1974 — «Домбі і син» (фільм-спектакль)
- 1976 — «Вічно живі» (фільм-спектакль)
- 1982 — «Поспішайте робити добро» (фільм-спектакль)
- 1987 — «Більшовики» (фільм-спектакль)
- 1988 — «Ешелон» (фільм-спектакль)
- 1992 — «Анфіса» (фільм-спектакль)
- 1992 — «Важкі люди» (фільм-спектакль)
- 2003 — «Три товариші» (фільм-спектакль)
- 2006 — «Вишневий сад» (фільм-спектакль)
- 2008 — «Крутий маршрут» (фільм-спектакль)
- 2009 — «Заєць. Love story» (фільм-спектакль)

## Урядові нагороди
- Заслужена артистка РРФСР (1969)
- Народна артистка РРФСР (30.05.1979)
- Народна артистка СРСР (1989)
- Премія Президента Російської Федерації в області літератури і мистецтва 2001 року (2002 30 січня)
- Герой праці РФ — 25 квітня 2017 року[7]